# Liste der Prähistoriker und Mittelalterarchäologen an der Martin-Luther-Universität Halle-Wittenberg
In der Liste der Prähistoriker und Mittelalterarchäologen an der Martin-Luther-Universität Halle-Wittenberg werden alle Hochschullehrer aufgeführt, die an der Martin-Luther-Universität in Halle (Saale) in diesem Fachbereich lehrten und lehren. Das umfasst im Regelfall alle regulären Hochschullehrer, die Vorlesungen halten durften, also habilitiert waren. Namentlich sind das Ordinarien, Außerplanmäßige Professoren, Juniorprofessoren, Gastprofessoren, Honorarprofessoren, Lehrstuhlvertreter und Privatdozenten.
Der erste Lehrstuhl für Vor- und Frühgeschichte in Halle wurde 1918 eingerichtet. Der erste Inhaber war Hans Hahne, der bereits seit 1912 Direktor des Provinzialmuseums in Halle war. An der Doppelfunktion von Lehrstuhlinhaber und Museumsdirektor wurde bis 1958 festgehalten. 1959 übernahmen Hermann Behrens den Posten des Museumsdirektors und Friedrich Schlette den Lehrstuhl am neu eingerichteten Institut für Vor- und Frühgeschichte der Martin-Luther-Universität. In den 1990ern blieb der Lehrstuhl für Vor- und Frühgeschichte einige Jahre lang unbesetzt, stattdessen übernahm Klaus-Dieter Jäger als Professor für Geoarchäologie und prähistorische Ökologie die Leitung des Instituts. 1998 konnte mit François Bertemes wieder ein Professor für prähistorische Archäologie für das Institut gewonnen werden. 2004 wurde zusätzlich ein Lehrstuhl für die Archäologie des Mittelalters und der Neuzeit eingerichtet. Erster Inhaber war Hans-Georg Stephan. 2006 wurde das Institut für Vor- und Frühgeschichte mit dem Institut für klassische Archäologie und dem Institut für Kunstgeschichte zum neuen Institut für Kunstgeschichte und Archäologien Europas zusammengelegt.
Angegeben ist in der ersten Spalte der Name der Person und ihre Lebensdaten, in der zweiten Spalte wird der Eintritt in die Universität angegeben, in der dritten Spalte das Ausscheiden. Spalte vier nennt die höchste an der Martin-Luther-Universität erreichte Position. An anderen Universitäten kann der entsprechende Dozent eine noch weitergehende wissenschaftliche Karriere gemacht haben. Die nächste Spalte nennt Besonderheiten, den Werdegang oder andere Angaben in Bezug auf die Universität oder das Institut.
| Wissenschaftler                | von  | bis  | Funktionen                 | Bemerkungen | Bild               |
| ------------------------------ | ---- | ---- | -------------------------- | --- | ------------------ |
| Hans Hahne (1875–1935)         | 1918 | 1935 | Ordentlicher Professor     | ursprünglich Mediziner; 1905–1907 Studium der Vorgeschichte bei Gustav Kossinna in Berlin; 1912 Direktor des Provinzialmuseums in Halle; 1918 Promotion und Professorentitel in Halle, Habilitation in Hannover; 1921 außerordentlicher Professor; 1933 ordentlicher Professor und Rektor der Universität |                    |
| Walther Schulz (1887–1982)     | 1935 | ?    | Ordentlicher Professor     | 1925 Kustos des Provinzialmuseums; 1928 Habilitation; 1935 außerordentlicher Professor (nach Tod Hahnes); 1936 ordentlicher Professor; 1937/38 Prorektor der Universität; 1945 entlassen; 1953 erneuter Lehrauftrag bis zur Pensionierung |                    |
| Martin Jahn (1888–1974)        | 1946 | 1958 | Ordentlicher Professor     | bis 1945 Direktor des schlesischen Landesamtes für vorgeschichtliche Denkmalpflege und ordentlicher Professor der Universität Breslau; nach Ausweisung aus Polen 1946 ordentlicher Professor und Direktor des Landesmuseums in Halle; 1955 Emeritierung, faktischer Eintritt in den Ruhestand jedoch erst 1958; anschließend Übersiedelung in die BRD und Lehrauftrag an der Friedrich-Alexander-Universität Erlangen-Nürnberg                                                                                               |                    |
| Friedrich Schlette (1915–2003) | 1946 | 1986 | Ordentlicher Professor     | 1934–1939 Studium in Halle; 1946–1955 wissenschaftlicher Assistent; 1948 Promotion; 1955 Habilitation; 1955–1959 Dozent; ab 1959 Direktor des neu eingerichteten Instituts für Vor- und Frühgeschichte; 1959 Professor mit Lehrauftrag; 1963 Professor mit vollem Lehrauftrag; 1963–1968 Prodekan der philosophischen Fakultät; ab 1966 Professor mit Lehrstuhl und Direktor des Fachbereiches bzw. Wissenschaftsbereiches Ur- und Frühgeschichte der Sektion Orient- und Altertumswissenschaften der MLU; 1986 Emeritierung |                    |
| Joachim Preuß (1927–2018)      | 1953 | 1991 | Ordentlicher Professor     | 1948–1952 Studium in Halle; 1952 Diplom; 1953 wissenschaftlicher Assistent; 1959 wissenschaftlicher Oberassistent; 1961 Promotion; 1976 Promotion B; 1981 ordentlicher Professor; 1991 Emeritierung |                    |
| Klaus-Dieter Jäger (1936–2019) | 1991 | 2001 | Professor                  | Studium der Biologie, Botanik und Geologie; 1958 Diplom; 1966 Promotion, danach in Berlin, Frankfurt (Oder) und Leipzig tätig; 1982 Promotion B; 1991 kommissarischer Direktor des Instituts für Vor- und Frühgeschichte; 1992 Professor für Geoarchäologie und prähistorische Ökologie sowie regulärer Institutsdirektor |                    |
| François Bertemes (* 1958)     | 1998 | 2025 | Universitätsprofessor      | Studium in Luxemburg und Saarbrücken; 1985 Promotion; 1997 Habilitation; 1998 Vertretungsprofessur in Halle; seit 1999 Universitätsprofessor für prähistorische Archäologie; 1999–2006 geschäftsführender Direktor des Institutes für Prähistorische Archäologie; Ruhestand Ende Wintersemester 2024/25 |                    |
| Volker Heyd                    |      |      | Vertretungsprofessor       | |                    |
| Hans-Georg Stephan (* 1950)    | 2004 | 2015 | Universitätsprofessor      | Studium in Münster, München und Cardiff; 1975 Promotion; 1977–2004 außerplanmäßiger Professor in Göttingen; 1991/92 Habilitation; 2004–2015 Universitätsprofessor für Archäologie des Mittelalters und der Neuzeit in Halle | Hans-Georg Stephan |
| Felix Biermann (* 1969)        | 2009 | 2009 | Gastprofessor              | |                    |
| Harald Meller (* 1960)         | 2009 |      | Honorarprofessor           | Studium in München und Berlin; 1987 Magister; 1993 Promotion; seit 2001 Landesarchäologe von Sachsen-Anhalt und Direktor des Landesmuseums für Vorgeschichte; seit 2009 Honorarprofessor an der MLU | Hans-Georg Stephan |
| Tobias Gärtner (* 1973)        | 2016 |      | Universitätsprofessor      | Studium in Göttingen; 2002 Promotion; 2016 Habilitation, Vertretungsprofessur in Halle und anschließend Universitätsprofessor für Archäologie des Mittelalters und der Neuzeit |                    |
| Matthias Becker                |      |      | außerplanmäßiger Professor | |                    |